# Anníceris
Anníceris (en grec antic: Ἀννίκερις, Anníkeris) fou un filòsof de l'escola cirenaica.
Les dades sobre aquest personatge són prou confuses i contradictòries. Podria tractar-se de dos personatges amb el mateix nom: l'un, contemporani de Plató, a qui hauria rescatat de l'esclavitud a què l'havia sotmès el tirà Dionís el Vell per vint mines; l'altre, contemporani d'Alexandre el Gran i deixeble de Parebates, segons Diògenes Laerci.
Aquest segon Anníceris hauria creat una unió entre l'escola cirenaica i l'epicureisme. Es va oposar a Epicur en dos aspectes: va negar que el plaer fos l'absència de dolor, perquè llavors la mort seria un plaer, i que cada acte per si mateix tenia un objectiu diferent, i que no hi havia un final general de la vida humana. En aquestes opinions s'acostava al pensament d'Aristip de Cirene, però es diferenciava d'ell en admetre que l'amistat, el patriotisme i altres virtuts semblants eren bones per elles mateixes. El savi obtenia plaer amb aquestes qualitats encara que ocasionalment li causessin problemes i que un amic havia de ser escollit no només per satisfer les necessitats de cadascú, sinó per l'amabilitat i l'afecte personal, segons Diògenes Laerci i l'enciclopèdia romana d'Orient Suides. Claudi Elià diu que Anníceris (probablement el primer) va ser un bon constructor de carruatges.